# Parța

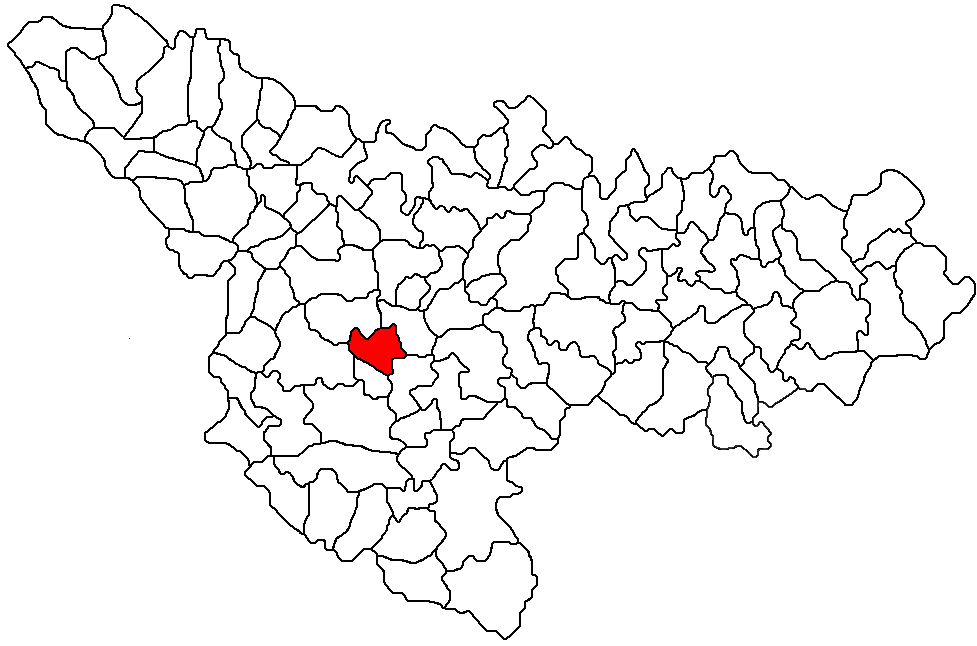
Lage der Gemeinde Parța im Kreis Timiș

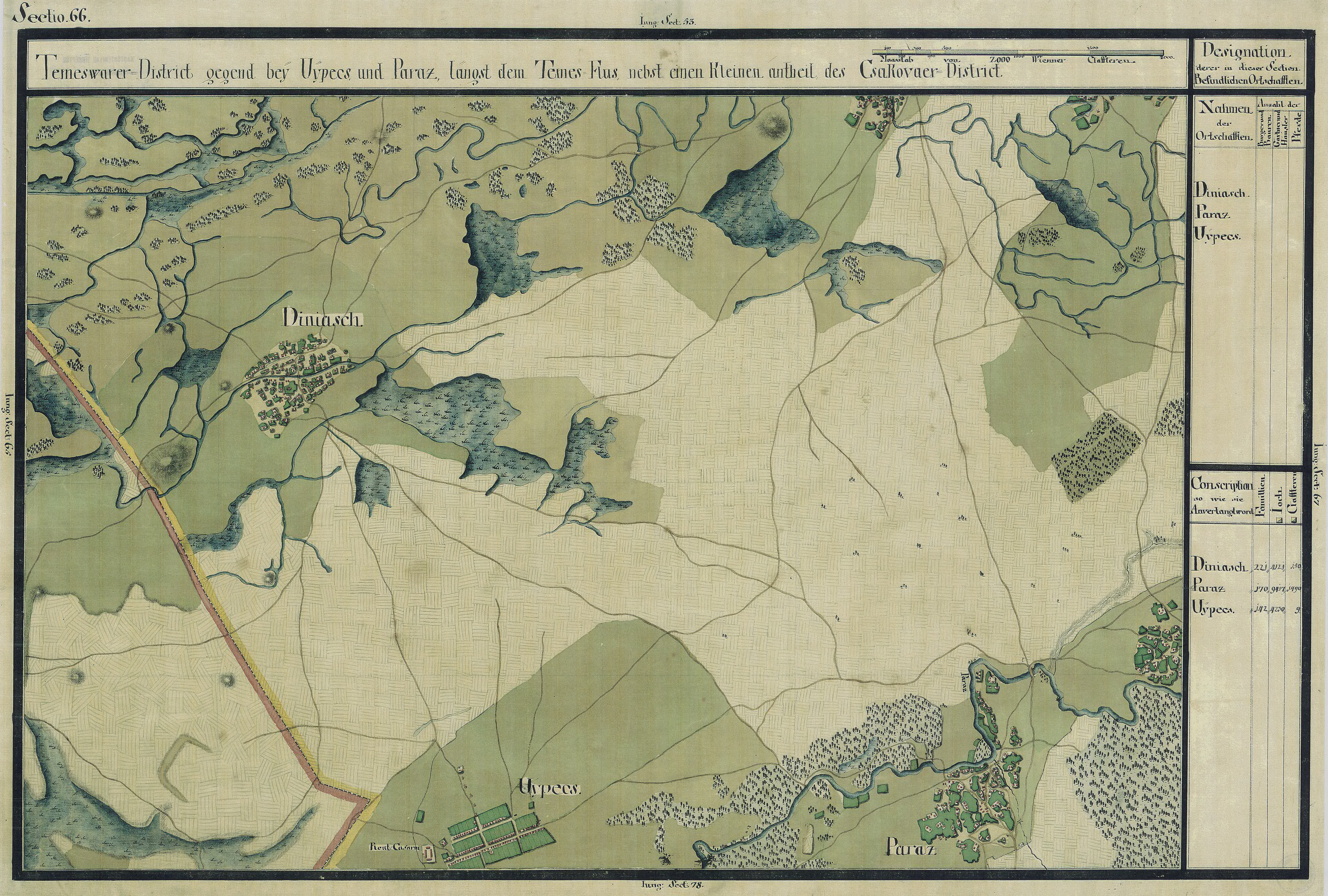
Paratz auf der Josephinischen Landaufnahme (1769–1772)

Parța ['partsa] (deutsch Paratz, ungarisch Parác) ist ein Dorf im Kreis Timiș, in der Region Banat, im Südwesten Rumäniens, etwa 14 Kilometer südwestlich von der Kreishauptstadt Timișoara (Temeswar) entfernt.

## Nachbarorte
| Sânmihaiu Român | Utvin                                       | Șag            |
| Diniaș          | Kompassrose, die auf Nachbargemeinden zeigt | Sacoșu Turcesc |
| Peciu Nou       | Obad                                        | Pădureni       |

## Geschichte
Die erste urkundliche Erwähnung stammt aus dem Jahr 1334, als auf dem Territorium des heutigen Parța ein Ort namens Parkas genannt wurde. Auf der Mercy-Landkarte von 1723 war der Ort Parza mit 84 Häusern vermerkt.
Am 4. Juni 1920 wurde das Banat infolge des Vertrags von Trianon dreigeteilt. Der größte, östliche Teil, zu dem auch Parța gehörte, fiel an Rumänien.
Infolge des Waffen-SS-Abkommens vom 12. Mai 1943 zwischen der Antonescu-Regierung und Hitler-Deutschland wurden alle deutschstämmigen wehrpflichtigen Männer in die deutsche Armee eingezogen. Noch vor Kriegsende, im Januar 1945, fand die Deportation aller volksdeutschen Frauen zwischen 18 und 30 Jahren und Männer im Alter von 16 bis 45 Jahren zur Aufbauarbeit in die Sowjetunion verschleppt statt. Das Bodenreformgesetz vom 23. März 1945, das die Enteignung der deutschen Bauern in Rumänien vorsah, entzog der ländlichen Bevölkerung die Lebensgrundlage.
In den 1970er und 1980er Jahren wurde unter der Leitung von Gheorghe Lazarovici eine Steinzeitsiedlung ausgegraben. Artefakte aus dieser Siedlung, einer der wichtigsten aus Rumänien, kann man im Banater Nationalmuseum besichtigen. Es handelt sich um das 6000 Jahre alte Neolithische Heiligtum von Parța der Vinča-Kultur.
Seit 2004 bildet das Dorf, durch Ausgliederung aus der Gemeine Șag (Schag), wieder eine eigene Gemeinde und besitzt ein eigenes Rathaus. Der erste gewählte Bürgermeister ist Mihai Petricaș.

## Demografie
| 1880 | 2226 | 1455 | 290 | 160 | 297 | 24             |
| 1900 | 2813 | 1444 | 541 | 521 | 284 | 23             |
| 1941 | 2404 | 1310 | 438 | 448 | ?   | 208            |
| 1977 | 2034 | 1358 | 208 | 277 | 120 | 71 (60 Roma)   |
| 1992 | 1420 | 1066 | 78  | 150 | 65  | 61 (56 Roma)   |
| 2011 | 2172 | 1747 | 43  | 129 | 44  | 209 (101 Roma) |
| 2021 | 2351 | 1917 | 7   | 47  | 29  | 351 (77 Roma)  |